# José Navarro Tobar
José Navarro Tobar (1914-1983) fue un profesor de historia —que ejerció dicha profesión en la Escuela Militar—, masón (iniciado en la Logia Franklin n° 27, el 25 de octubre de 1943 y de Pedro Casteblanco) y político chileno. Se desempeñó como ministro de Educación Pública y embajador de su país en Costa Rica, durante la dictadura militar del general Augusto Pinochet, en septiembre y octubre de 1973, respectivamente.
Fue junto a Gonzalo Prieto Gándara (en la cartera de Justicia), los únicos civiles que integraron el primer gabinete de la Junta Militar de Gobierno establecida tras el golpe de Estado, el 12 de septiembre de 1973.
Luego de su designación como embajador en Costa Rica dijo; "He estado en Costa Rica, pero tengo grandes deseos de servir a mi país desde Costa Rica, donde una colonia chilena muy activa labora desde hace muchos años”, 14 de octubre de 1973, al diario La Nación.
Casado, tuvo dos hijos.